# John de Wyvill
John de Wyvill († Oktober 1263) war ein englischer Richter. Von 1255 bis zu seinem Tod diente er als Richter am obersten Gericht für weltliche Streitfälle in England.
John de Wyvill entstammte einer Grundbesizterfamilie, die sich nach ihrem Gut Whitefield nördlich von Brading auf der Isle of Wight benannte. Neben seinem Hauptsitz Whitefield besaß Wyvill noch weiteren Landbesitz in mehreren südenglischen Grafschaften. Ab dem 28. Januar 1246 diente er als Richter für die jüdische Bevölkerung in England, wobei er erst am 23. April 1246 offiziell ernannt wurde. Etwa im Dezember 1255 legte er sein Amt nieder. Von Januar 1256 an diente er als Richter am Common Bench sowie bei Gerichtsreisen, wofür er ein jährliches Gehalt bezog. Als 1258 eine Adelsopposition die Regierung von König Heinrich III. übernahm, sollte Wyvill zusammen mit William de Lisle die Einkünfte der Diözese Winchester überprüfen, deren Bischof Aymer de Lusignan einer der Hauptgegner der Adelsopposition war. Nach August 1259 leitete er die von der Regierung der Barone angeordnete Gerichtsreise durch Südwestengland. Als Gilbert of Preston, der Chief Justice of the Common Bench, im Frühjahr 1261 eine Gerichtsreise leitete, vertrat ihn Wyvill als ranghöchster Richter. Er starb unerwartet im Oktober 1263.